# Тюлли, Венсан
Венсан Тюлли (фр. Vincent Tulli; 2 февраля 1966, Париж) — французский звукорежиссёр и актёр. Дважды лауреат премии «Сезар» за лучший звук в фильмах «Такси» и «Жанна д’Арк».

## Биография
в работе

## Фильмография
Звукоинженер:
- 1996 — Квартира / L’appartement (реж. Жиль Мимуни)
- 1997 — XXL / XXL (реж. Ариэль Зейтун)
- 1998 — Такси / Taxi (реж. Жерар Пирес)
- 1999 — Жанна д’Арк / Joan of Arc (реж. Люк Бессон)
- 2000 — Багровые реки / Les rivières pourpres (реж. Матьё Кассовиц)
- 2002 — Перевозчик / The Transporter (реж. Луи Летерье, Кори Юэнь)
- 2003 — Онг Бак / Ong-Bak (реж. Прачия Пинкаю)
- 2003 — Такси 3 / Taxi 3 (реж. Жерар Кравчик)
- 2005 — Денни цепной пёс / Unleashed (реж. Луи Летерье)
- 2006 — Париж, я люблю тебя / Paris, Je T’aime
- 2009 — Коко Шанель и Игорь Стравинский / Coco Chanel et Igor Stravinsky (реж. Ян Кунен)

Актёр:
- 1997 — Слишком влюбленная / Une femme très très très amoureuse — фотограф
- 1997 — XXL / XXL — водитель
- 1999 — Жанна д’Арк / Joan of Arc — орлеанский врач
- 2000 — Багровые реки / Les rivières pourpres — компьютерный техник
- 2002 — Перевозчик / The Transporter — бандит (в титрах не указан)
- 2003 — Такси 3 / Taxi 3 — полицейский
- 2005 — Денни цепной пёс / Unleashed — мёртвый боец

## Награды и номинации
Премия «Сезар» за лучший звук:
- 1996 — «Ненависть» (номинация, совместно с Домиником Далмассо)
- 1999 — «Такси» (награда, совместно с Венсаном Арнарди)
- 2000 — «Жанна д’Арк» (награда, совместно с Франсуа Гру и Брюно Таррьером)
- 2001 — «Багровые реки» (номинация, совместно с Сирилом Хольцем)

Премия Golden Reel Awards (MPSE) за лучший звуковой монтаж иностранного фильма:
- 2000 — «Жанна д’Арк» (награда, совместно с другими звукоинженерами)